# 安金根
安金根（1918年—1954年），江苏无锡人，三民主义支持者，从事敌后潜伏和破坏工作，“东南人民反共救国军”上海地区主要负责人。

## 简介
1949年8月22日，作为“东南人民反共救国军”第四纵队第一大队骨干成员，被上海市公安局吴淞区分局俘虏，同时被收缴日式手枪6支，毛瑟C96手枪、七九式步枪、汤普森冲锋枪各2支，自动步枪1支、轻机枪三挺。
1954年7月，因在监狱内坚持信仰和宣传三民主义并组织“三民主义同志研究会”，被判处死刑。